# Gothart Portloff
Gothart Portloff, häufig fälschlicherweise Gotthart Portloff geschrieben, (* 8. April 1899 als Carl Gothart Polster in Dresden; † 6. Mai 1970 in Würzburg) war ein deutscher Schauspieler bei Bühne und Film.

## Leben und Wirken

### Die frühen Jahre
Der als Sohn des Dresdner Schokoladenfabrikanten Carl Oswald Polster geborene Carl Gothart Polster wählte den Künstlernamen Portloff und trat seit den 1920er Jahren an einer Reihe von Provinzbühnen im In- (u. a. in Darmstadt, Coburg, Wunsiedel) und Ausland (St. Gallen / Schweiz) auf. Seit den 1930er Jahren erarbeitete er sich am Staatlichen Schauspielhaus seiner Heimatstadt einen Namen als Charakterinterpret. So lobte beispielsweise 1942 die Kritik seine Darstellung Gneisenaus (Hauptrolle) in der Uraufführung des historischen Dramas Die letzte Festung. Portloff wisse „alle seelischen Kämpfe des Majors von Gneisenau mit schöpferischer Einfühlungsgabe zu veranschaulichen“. Zwischenzeitlich ging er mit seinem Dresdner Ensemble auch auf Gastspielreisen, so etwa 1939 ins böhmische Eger als Wilhelm Tell in dem gleichnamigen Schiller-Drama und als Heerführer Wallenstein in Wallensteins Lager am selbigen Orte.

### Ausflüge zum Film
Bis zur von Goebbels verordneten Schließung aller reichsdeutschen Bühnen im Sommer 1944 blieb Portloff dieser Dresdner Spielstätte verbunden, ging aber zwischenzeitlich auch für die eine oder andere Filmrolle nach Berlin. Vor der Kamera spielte er zumeist hochgestellte bzw. machtvolle Persönlichkeiten von Gesellschaft und Staat wie etwa einen Plantagenbesitzer in Die gelbe Flagge an der Seite von Hans Albers, einen Fliegeroberst als Partner Pola Negris in Tango Notturno, einen „Kommodore“ genannten Oberstleutnant in dem propagandistischen Fliegerstreifen Stukas und einen weiteren Luftsoldaten, den Kommandeur einer Fliegerstaffel, in dem Zarah-Leander-Film Die große Liebe.
Nach dem Krieg setzte Portloff bis 1949 im schwer zerstörten Dresden seine Arbeit sowohl an der Bühne (Deutsches Volksbühnen-Theater) als auch beim Rundfunk fort. Unmittelbar nach der Gründung der DDR kehrte er in Ostberlin auch für zwei DEFA-Produktionen zum Film zurück: Mit dem für den sozialistischen Aufbruch stehenden Werksleiter Dr. Thelen in dem Tendenzstreifen Der Auftrag Höglers und dem Gerichtspräsidenten in Kurt Maetzigs Der Rat der Götter wurde Gothart Portloff kurz hintereinander (1949/50) erneut mit Rollen hoch stehender und gravitätischer Machtmenschen besetzt.

### Theaterarbeit im Westen
Noch 1950 übersiedelte er in den Westen und ließ sich im selben Jahr für vier Spielzeiten an das Stadttheater Bern (Schweiz) verpflichten. Zwischenzeitlich sah man Portloff auch am Theater am Kurfürstendamm (etwa in Amphitryon 38 in einer Inszenierung von Ernst Karchow) im Westen Berlins. Nach einer Zwischenstation am Regensburger Stadttheater 1954/55 wechselte Gothart Portloff im Herbst 1955 an das Stadttheater Hildesheim. Hier ließ man ihn Charaktere wie den Dohna in Paul Fechters Der Zauberer Gottes, den Challee in Herman Wouks Meuterei auf der Caine und den Malvolio in William Shakespeares Was ihr wollt spielen. Portloff blieb bis 1958 in Hildesheim und wechselte anschließend ans Staatstheater von Kassel, dem er viele Jahre lang die Treue halten sollte. Vor die Kamera trat er kaum mehr, blieb aber dort seinem bisherigen Rollenfach soignierter Herren von Welt (zuletzt als namenloser Lord in dem 1963 für das Fernsehen adaptierten Shakespeare-Stück Wie es euch gefällt) treu. Der Schauspieler starb während eines Gastspiels am Würzburger Stadttheater.

## Filmografie (komplett)
- 1936: Kater Lampe
- 1937: Die gelbe Flagge
- 1937: Tango Notturno
- 1941: Stukas
- 1942: Die große Liebe
- 1949: Der Auftrag Höglers
- 1950: Der  Rat der Götter
- 1958: Hunde, wollt ihr ewig leben?
- 1963: Wie es euch gefällt (Fernsehfilm)